# Andrew Scheer
Andrew James Scheer (ur. 20 maja 1979 roku) – kanadyjski polityk, od 2004 poseł Parlamentu Kanady z obwodu Regina—Qu'Appelle w prowincji Saskatchewan, przywódca Konserwatywnej Partii Kanady i Lider Oficjalnej Opozycji od 2017 roku.
W wieku 25 lat uzyskał mandat poselski. Został ponownie wybrany na funkcję posła w latach 2006, 2008 i 2011, następnie został Spikerem w Izbie Gmin w wieku 32 lat, stając się najmłodszym Spikerem w historii owej izby. Pełnił tę funkcję przez całość trwania 41. Parlamentu Kanadyjskiego.
28 września 2016 ogłosił chęć startu w wyborach na lidera Konserwatywnej Partii Kanady, promując się hasłem „Prawdziwy konserwatysta. Prawdziwy lider” (ang.  „Real conservative. Real leader”). Głównymi punktami jego kampanii były: sprzeciw wobec wprowadzenia federalnego podatku węglowego oraz otwarcie przemysłu lotniczego dla zagranicznej konkurencji. 27 maja 2017 został wybrany na lidera partii, pokonując w ostatniej turze swego konkurenta, Maxime Bernier, z 50,95% głosów, mimo iż przegrał z nim wszystkie z 12 poprzednich rund.